# Stanislas Champein
Stanislas Champein (Marsella, 19 de noviembre de 1753-París, 19 de septiembre de 1830) fue un compositor y político francés. Entre 1780 y 1817 estrenó en París unas 36 óperas que tuvieron gran éxito.

## Obras
- Le Soldat français, ópera cómica, 1779.
- La Mélomanie, parodia de música italiana, 1781.
- Léonore ou L'Heureuse Épreuve, 1781.
- Colombine et Cassandre le pleureur, 1785.
- Les Fausses Nouvelles ou Les Noces cauchoises, 1786.
- Le Nouveau Don Quichotte, ópera cómica en dos actos, 1789.
- Les Ruses de Frontin, 1790.
- Les Noces cauchoises, 1790.
- Les Épreuves du républicain ou L'Amour de la patrie, 1794.
- La Ferme du Mont-Cenis , 1809.
- Le mariage extravagant, 1812.
- Les Hussards en cantonnement, 1817.